# 光华教育基金会
光华教育基金会（Kwang-Hua Education Foundation）是1989年由南怀瑾發起、台湾润泰集团本着「光大中华文化」的宗旨，通过设立奖学金、投资助学项目等形式资助中国教育事业的基金会。

## 历史
至2010年基金会已先后捐赠10亿元人民币，在中国30多所高校设立了奖学金，资助了超过10万名大学生。
1989年，光华教育基金会在北京大学设立光华奖学金。基金会自1995年起长期支持北京大学光华管理学院的发展。
2006年9月25日，基金会捐资一亿元人民币予浙江大学，以支持法学院的建设，浙江大学光华法学院因此冠名成立。
2009年4月3日，基金会向西安交大捐赠一亿元人民币，用于医学学科的建设与发展，西安交通大学医学院成为基金会在大陆资助的唯一一所医学院。
2010年4月20日，基金会与南京大学签署协议，双方将在5年内共同出资6000万元人民币设立“南京大学人文基金”，以促进人文学科的发展。